# Viktorija Dajneko
Viktorija Petrovna Dajneko, detta Vika (in russo Виктория Петровна Дайнеко?; Kirovsk, 12 maggio 1987), è una cantante russa.

## Biografia
Originaria di Kirovsk, nella sua infanzia si è stabilita con la famiglia a Mirnyj; per poi studiare per alcuni mesi presso il Moskovskij aviacionnyj institut.
In seguito alla sua partecipazione a Fabrika Zvëzd, dove è stata incoronata vincitrice della quinta stagione, ha intrapreso una carriera musicale, ricevendo la nomination per l'MTV Russia Music Award alla miglior artista femminile del 2007 e pubblicando l'album in studio di debutto Igolka l'anno successivo.
Sotri ego iz memory è divenuta una hit in termini di vendite digitali, ponendosi al 3º posto della hit parade russa settimanale e al 17º di quella di fine 2011. L'album in lingua inglese V, registrato a Londra, è stato pubblicato nel 2014.

## Discografia

### Album in studio
- 2008 – Igolka
- 2014 – V
- 2018 – Smajly
- 2019 – Magnitnye

### Singoli
- 2008 – Glaza v glaza (con i Korni)
- 2009 – Anna
- 2009 – Kljaksa
- 2011 – Uezžaj
- 2011 – Sotri ego iz Memory
- 2011 – Perezvoni (con San J)
- 2011 – Dusja-agregat
- 2012 – Mnogotočie (con i Korni)
- 2013 – Dyši
- 2013 – Pomnit'
- 2014 – #BejSebja
- 2014 – Ty bol'še mne ne nužen
- 2014 – Kryl'ja
- 2016 – Ėti noči
- 2017 – V'ëtsja serdce
- 2017 – Ja s toboj
- 2017 – Skučaju
- 2018 – Taeš'
- 2018 – Zagorelye okeany
- 2018 – S Novym godom, moj LČ (con Aleksej Vorob'ëv)
- 2019 – Lejla
- 2021 – Ja - zima
- 2021 – Sdelal šag
- 2021 – Zimnjaja ljubov'
- 2023 – Andromeda
- 2023 – Ticho tak
- 2024 – Uletajut pticy (con Orlove e Strelkin)
- 2024 – Dosčitaju do 100